# (29533) 1998 BW1
1998 بي دابليو 1 (ويعرف أيضًا باسم (29533) 1998 بي دابليو 1 وفق تسمية الكوكب الصغير) (بالإنجليزية: 1998 BW1)‏ هو كويكب ضمن حزام الكويكبات؛ وترتيبه 29533 من حيث الاكتشاف.
اكتُشف هذا الجُرم الفلكي بواسطة  في 19 يناير 1998.

## وصلات خارجية
- (29533) 1998 BW1 في قاعدة بيانات مختبر الدفع النفاث لأجرام النظام الشمسي الصغيرة

- الاكتشاف · مخطط المدار ·  العناصر المدارية · المعلمات المادية

- (29533) 1998 BW1 على موقع ويكي سكاي: DSS2, SDSS, GALEX, IRAS, Hydrogen α, X-Ray, Astrophoto, Sky Map, Articles and images